# Prohypotyphla curvicauda
Prohypotyphla curvicauda är en tvåvingeart som beskrevs av Vanschuytbroeck 1963. Prohypotyphla curvicauda ingår i släktet Prohypotyphla och familjen Pyrgotidae.
Artens utbredningsområde är Kongo. Inga underarter finns listade i Catalogue of Life.